# 2000 (газета)
2000 — всеукраїнський загальнополітичний тижневик, який видавався з листопада 1999 в Києві. Газета відома своєю українофобською редакторською політикою та тим, що в ній часто публікуються найбільш одіозні сучасні українофоби України.

## Історія
Автором ідеї створення газети «2000» та її головним редактором є Сергій Кічігін, який запустив видання у листопаді 1999 року в Києві. Він також був засновником газети «Киевские ведомости», в якій був головним редактором у 1993–1996 роках.
Випуск друкованої версії тижневика був тимчасово призупинений редакцією з 14 березня 2014 року. Редакція видання звинуватила в цьому державне видавництво «Преса України», проте державне видавництво спростувало ці звинувачення.

## Друкована версія
Виходить по п'ятницях в одній двомовній версії, проте, практично всі матеріали часопису подавались російською мовою, українською дуже незначна кількість. Кольорове видання, формат 54 на 35 см, 4 блока (сумарно — 32 сторінки; раніше видавався як повним комплектом з 6 блоків, так і за блоками: 4 +1 +1).
Наклад на 21 січня 2009 — 332 000 примірників. Географія розповсюдження в 2009 році — вся Україна, при цьому в Києві вроздріб у 2008 продавалося 50 % примірників газети, решта України — 22 %, за передплатою — 28 %. Видання мало власну телепродакшн-студію.

### Формат видання
Блоки в газеті (по 8 сторінок):
- «Форум»
- «Держава»
- «Аспекти»
- «Свобода слова»
- «Вікенд»
- «2000-Земля» (з 2008 року)
- Тиждень України (до 2009 року)
- Спорт-ревю (до 2009 року)
- Ринок (з 2010 року)
- У блогах (з 2011 року)

## Документальні фільми
У 2007 та 2009 року часопис «2000» випустив два документально-публіцистичних фільми.

### «Окаянні дні» (2007)
Газета 2000 у 2007 році проспонсорувала вихід 46 хвилинного документального фільму під назвою «Окаянні дні» (рос. Окаянные дни) виробництва київської студії KINOART.EL production. Мова фільму: російська. Документально-публіцистичний фільм 2007 року про витоки «помаранчевої революції», трагедії журналіста Георгія Гонгадзе і майбутнє народу, залученого в масштабну політичну авантюру. Фільм названий аналогічно книзі-щоденнику Івана Буніна, в якій письменник з неприйняттям описує більшовиків і Жовтневу революцію. Згодом також було сворену англомовну версію стрічку під назвою «Cursed days».

### «Україна-Польща. Синдром пам'яті» (2009)
У 2009 році газета 2000 проспонсорувала документальний фільм-телесеріал режисера Тамари Гуменюк та сценариста Олени Вавілової «Україна - Польща. Синдром пам'яті»; тривалістю фільму 43 хвилини. Мова фільму: українська. Чотирисерійний документально-публіцистичний фільм 2009 року, що розповідає про причини та наслідки українсько — польських конфліктів (Волинська трагедія, операція «Вісла»). Знятий на київській студії KINOART.EL production. У фільмі представлені ексклюзивні інтерв'ю: голови УНА-УНСО Юрія Шухевича, автора проекту пам'ятника польським жертвам на Волині, скульптора Мар'яна Конечни, дослідниці волинських подій, польської письменниці Єви Семашко, колишніх в'язнів польського концтабору Явожно, ветеранів УПА і 27 Волинської дивізії Армії Крайови.

## Суспільно-політична позиція
У публікації часопису «Медіакритика» було проаналізовано подання газетою «2000» та кількома іншими українськими суспільно-політичними виданнями зовнішньополітичної стратегії України. Автори аналізу дійшли висновку, що в своїх публікаціях «2000»: «створює та поширює… міфи про Росію як надійного і рівного Україні партнера», «продукує міфи про Україну та євроатлантичну інтеграцію України негативного характеру… найчастіше шляхом виривання певних речень із контексту, які несуть певний чітко виражений посил… активно подаючи у рубриці „ЗМІ про Україну“ уривки текстів про нашу державу з іноземних видань». Крім того, зазначалося, що «у газеті „2000“ можна прочитати інтерв'ю лише з російськими політиками та науковцями у сфері міжнародних відносин».
За словами другого голови Комітету з Національної премії України імені Тараса Шевченка Романа Лубківського (2006, 2007 роки) газета «2000», спеціалізується на шевченкофобії.
Українські оглядачі часто називають газету українофобською особливо через часті публікації у газеті статей авторства найбільш одіозних сучасних українофобів України.